# Scopula klaphecki
Scopula klaphecki är en fjärilsart som beskrevs av Louis Beethoven Prout 1922. Scopula klaphecki ingår i släktet Scopula och familjen mätare. Inga underarter finns listade.